# مارگارت مک‌دونالد مکینتاش
مارگارت مک‌دونالد مکینتاش (به انگلیسی: Margaret Macdonald Mackintosh)؛ (زادۀ ۵ نوامبر ۱۸۶۴ میلادی – درگذشتۀ ۷ ژانویهٔ ۱۹۳۳ میلادی) هنرمندی انگلیسی‌الاصل بود که در اسکاتلند کار می‌کرد و کار طراحی او به یکی از ویژگی‌های تعیین‌کننده سبک گلاسگو در طول دهه‌های ۱۸۹۰ تا ۱۹۰۰ میلادی تبدیل شد.

## زندگی‌نامه
مارگارت مک‌دونالد در تیپتون، استافوردشر بین بیرمنگام و ولورهمپتون به دنیا آمد، پدرش مدیر و مهندس معدن بود. مارگارت و خواهر کوچکترش فرانسیس هر دو در مدرسۀ دخترانه اورم، نیوکاسل-آندر-لایم، استافوردشر تحصیل کردند. نام آن‌ها در دفتر مدرسه ثبت شده‌ است. در سرشماری سال ۱۸۸۱ میلادی، مارگارت، ۱۶ ساله، در شب سرشماری از خانۀ شخص دیگری بازدید می‌کرد و به عنوان یک پژوهشگر در فهرست ثبت شده است. در سال ۱۸۹۰ میلادی خانواده در گلاسگو مستقر شدند و مارگارت و خواهرش فرانسیس مک‌دونالد به عنوان دانش‌آموز روزانه در مدرسۀ هنر گلاسگو ثبت نام کردند و دوره‌های طراحی را مطالعه کردند. او در آنجا با انواع رسانه‌ها از جمله فلزکاری، گل‌دوزی و منسوجات کار می‌کرد.
او شروع به همکاری با خواهرش فرانسیس کرد و در سال ۱۸۹۶ این زوج از استودیوی خود در شمارۀ ۱۲۸، خیابان هوپ، گلاسگو کار خود را آغاز کردند، جایی که آن‌ها تصاویر کتاب، گل‌دوزی‌ها، پانل‌های جسو، شیشه‌های سربی و فلزکاری‌های رُپوسه را تولید کردند. کارهای نوآورانه آن‌ها از تصاویر سلتیک، ادبیات، نمادگرایی و فولکلور الهام گرفته شده بود. مارگارت بعداً با همسرش، معمار و طراح معروف چارلز رنی مکینتاش، که در ۲۲ اوت ۱۹۰۰ میلادی با او ازدواج کرد، همکاری کرد. شناخته‌شده‌ترین آثار او پانل‌های جسو هستند که برای فضاهای داخلی طراحی شده با چارلز، مانند اتاق‌های چای‌خوری و اقامتگاه‌های خصوصی ساخته شده‌اند.
اغلب ادعا می‌شود که چارلز رنی مکینتاش معروف‌ترین معمار اسکاتلند است. مارگارت مک‌دونالد مکینتاش در مقایسه تا حدی به حاشیه رانده شد. با این حال، او در زمان خود توسط بسیاری از همسالانش، از جمله شوهرش که زمانی در نامه‌ای به او نوشت: «به یاد داشته باش، تو نیمی از تمام کارهای معماری من، اگر نه سه چهارم هستی…»، تجلیل شد. و همینطور از او روایت شده‌ است که گفته است: «مارگارت نبوغ دارد، من فقط استعداد دارم.»
او در طول زندگی حرفه‌ای خود فعال و شناخته شده بود، بین سال‌های ۱۸۹۵ و ۱۹۲۴ میلادی در بیش از ۴۰ نمایشگاه اروپایی و آمریکایی مشارکت داشت. وضعیت نامناسب، زندگی مارگارت را کوتاه کرد و تا آنجا که مشخص است، او پس از سال ۱۹۲۱ میلادی هیچ اثری تولید نکرد. او در سال ۱۹۳۳ میلادی، کمی بیش از چهار سال پس از شوهرش درگذشت.

## نگارخانه

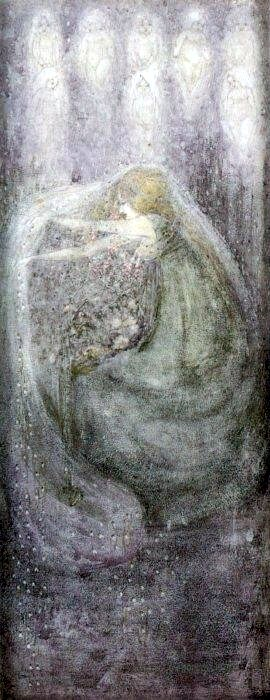
زمستان، ۱۸۹۸ میلادی
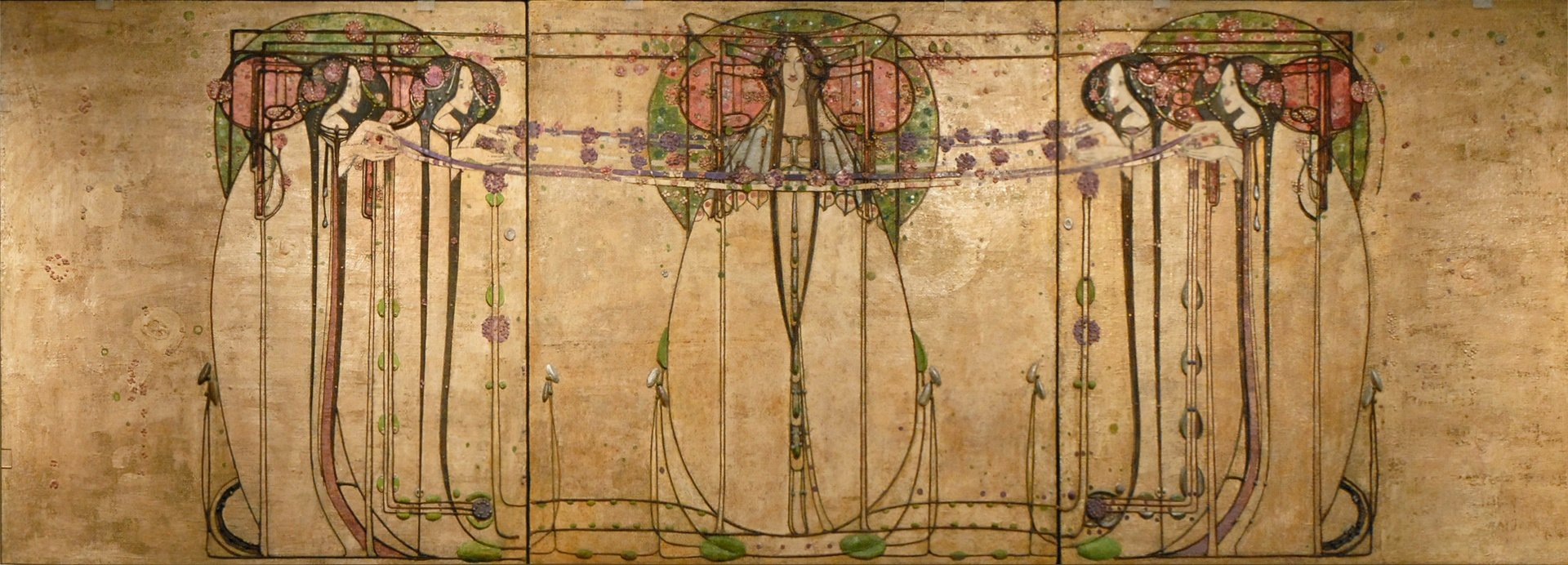
ملکه می، ۱۹۰۰ میلادی
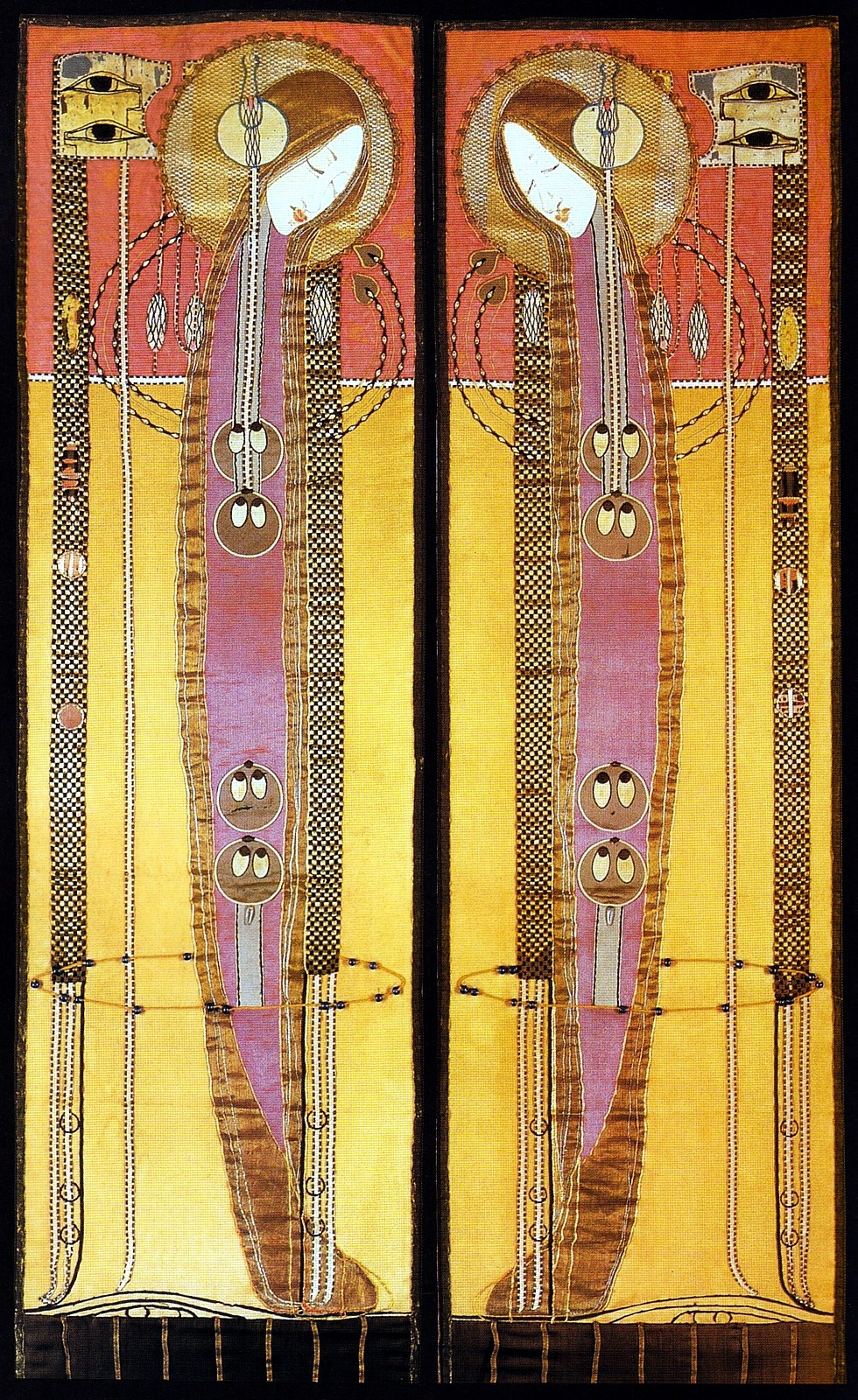
پانل‌های گل‌دوزی‌شده، ۱۹۰۲ میلادی
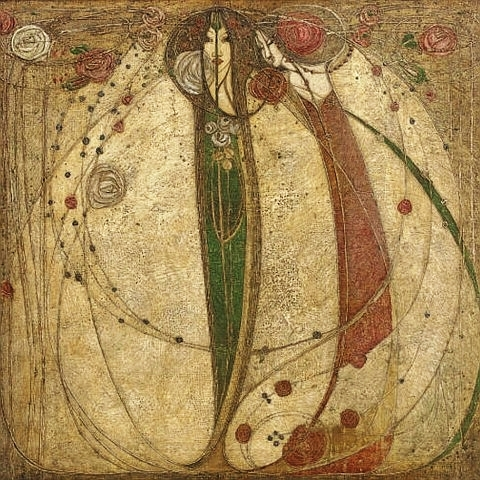
رز سفید و رز قرمز، ۱۹۰۲ میلادی
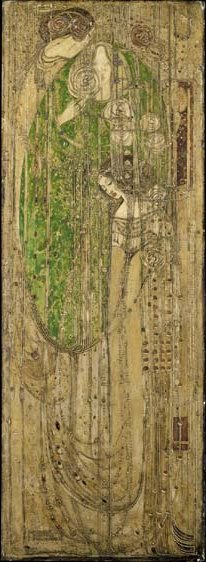
اوه شما، همه شما که در ویلووود قدم می‌زنید، ۱۹۰۳ میلادی
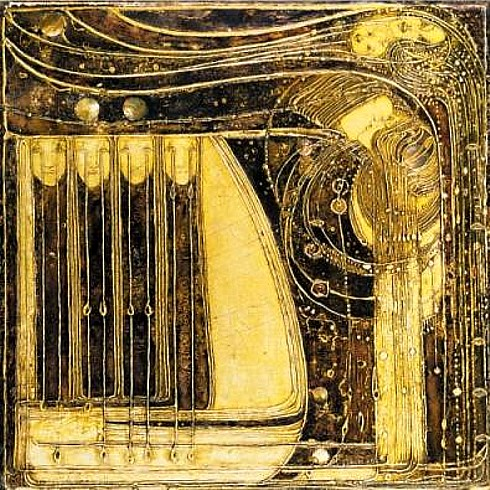
اُپرای بادها، ۱۹۰۳ میلادی
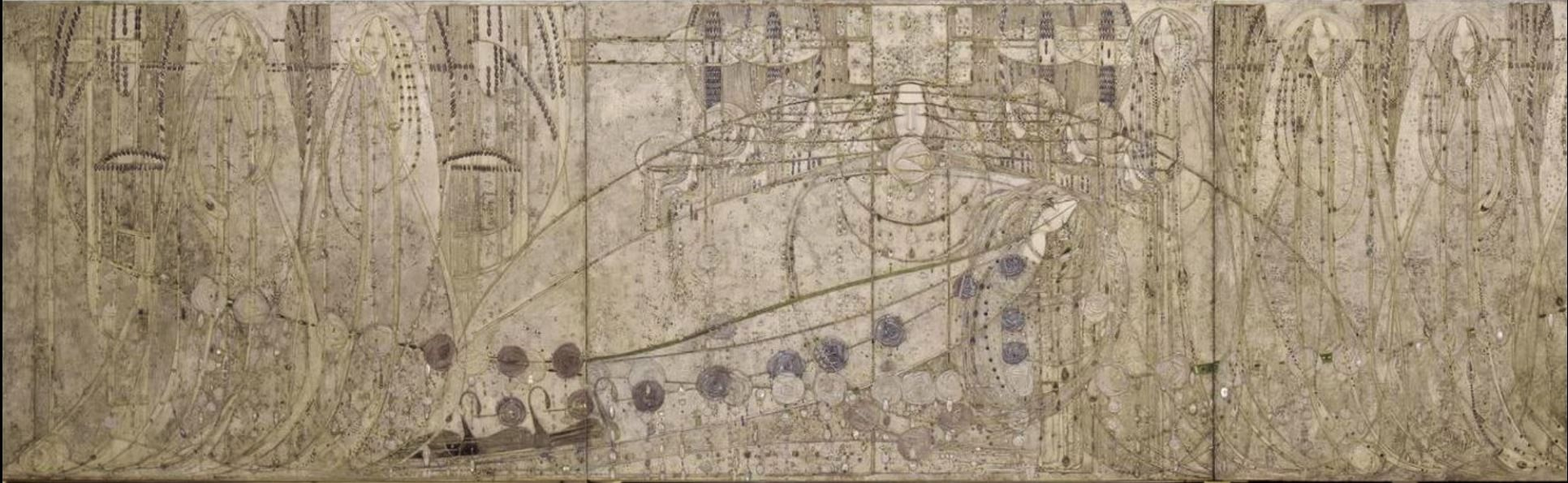
هفت شاهزاده خانم، ۱۹۰۷ میلادی
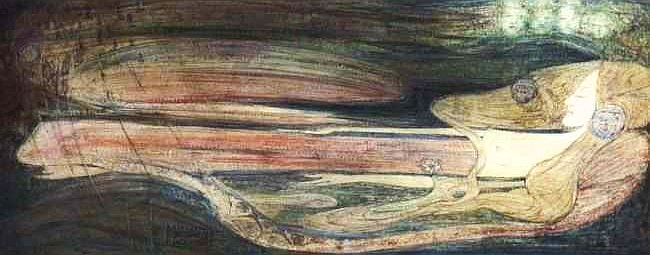
اوفلیا، ۱۹۰۸ میلادی
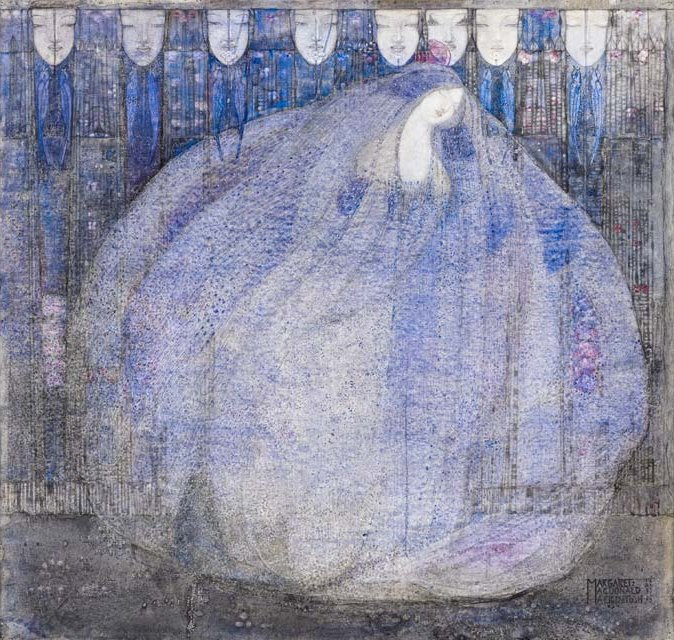
باغ اسرارآمیز، ۱۹۱۱ میلادی
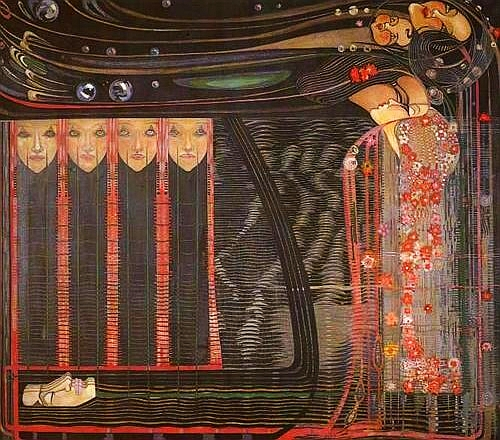
اُپرای دریاها، ۱۹۱۵ میلادی
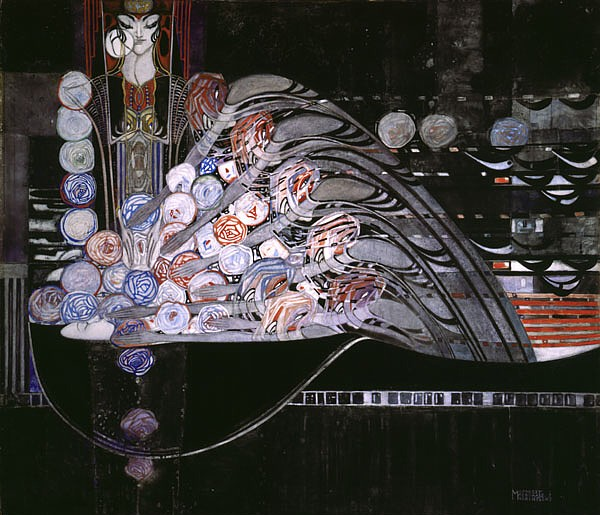
مرگ عطرآگین، ۱۹۲۱ میلادی
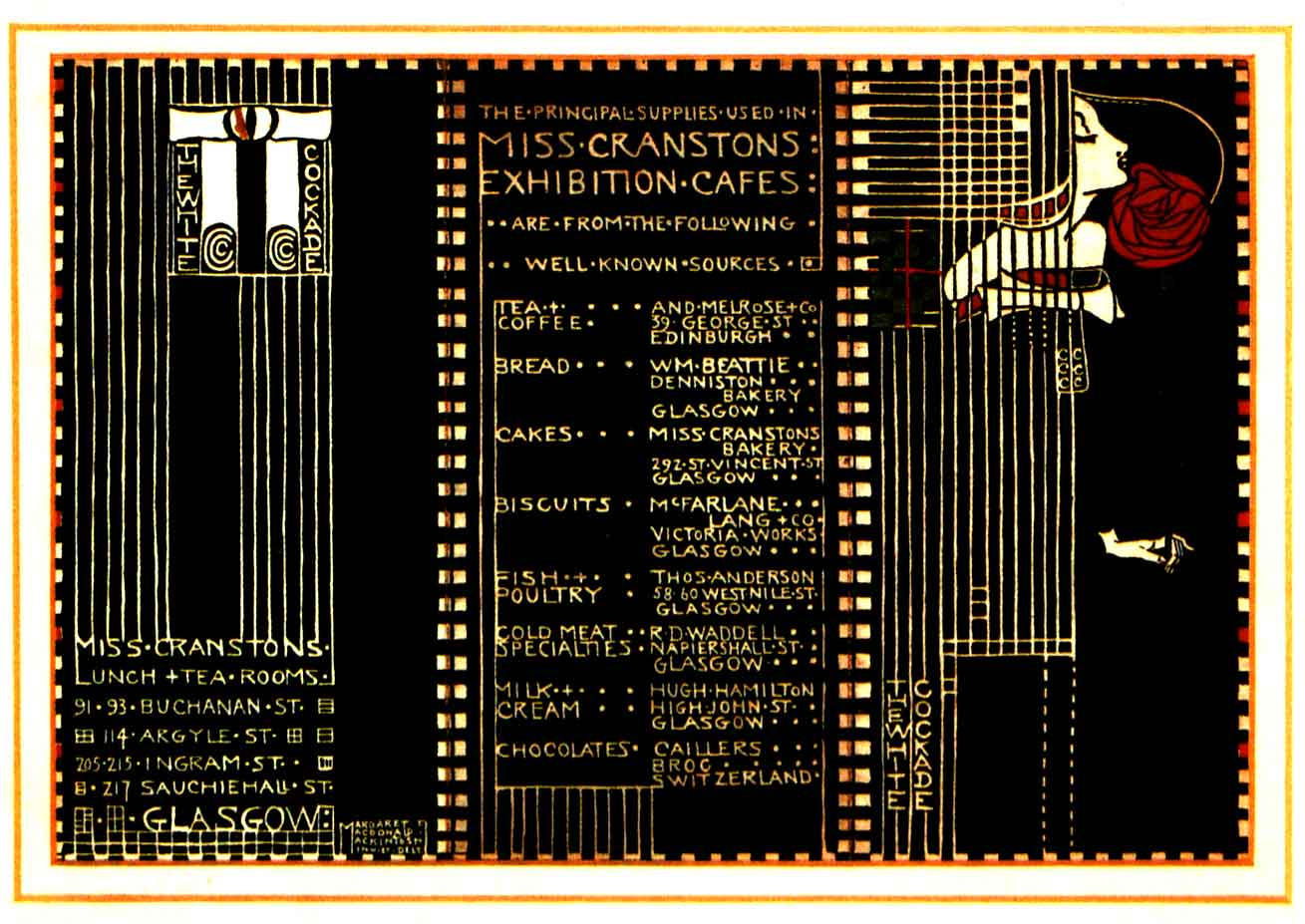
طراحی کارت منو، ۱۹۱۱ میلادی
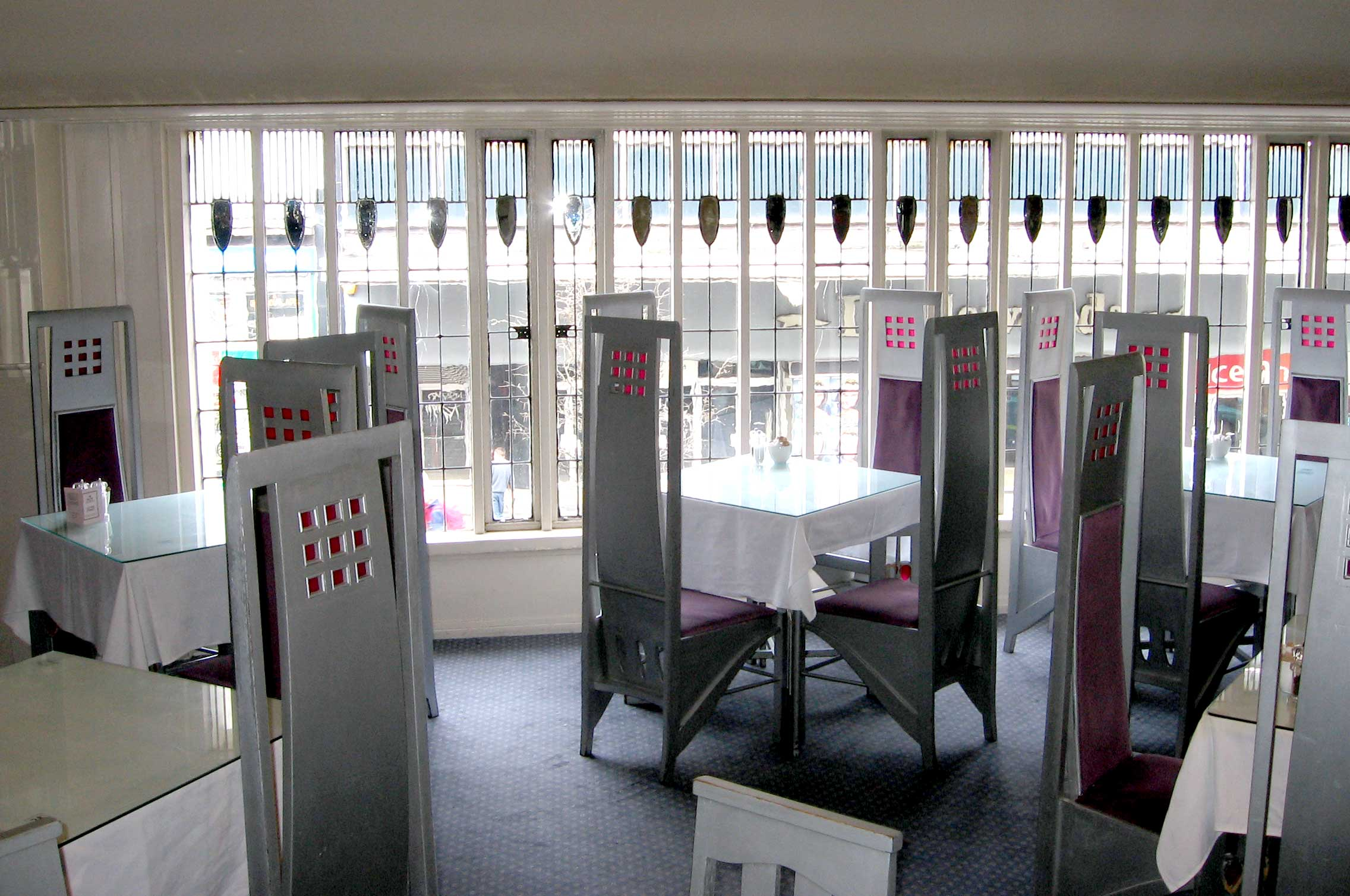
اتاق دلوکس در اتاق‌های چای ویلو